# Orgilus vasici
Orgilus vasici är en stekelart som beskrevs av Brajkovic 1987. Orgilus vasici ingår i släktet Orgilus och familjen bracksteklar. Inga underarter finns listade i Catalogue of Life.